# Maevia Noemí Correa
Maevia Noemí Correa (* 14. Februar 1914 in Buenos Aires; † 18. April 2005) war eine argentinische Botanikerin.
Ihr botanisches Autorenkürzel lautet „M.N.Correa“.

## Leben
Maevia Noemí Correa wurde am 14. Februar 1914 in Buenos Aires geboren. Sie heiratete früh und bekam noch vor Beginn ihres Studiums zwei Söhne. An der Universidad Nacional de La Plata begann sie ein Studium der Geologie, um kurz darauf jedoch zur Botanik zu wechseln. Sowohl ihre Abschlussarbeit als auch ihre Doktorarbeit (1953) schrieb sie zum Thema Orchideen. Schon ab 1947 war sie als studentische Hilfskraft an der Universität beschäftigt; von 1955 bis 1958 war sie dort wissenschaftliche Mitarbeiterin. Ab 1953 arbeitete sie auch für das Landwirtschaftsministerium, wo sie ihren zweiten Mann, Osvaldo Boelcke, kennenlernte. Während der Zeit von 1956 bis 1958 erhielt sie ein Auslandsstipendium und studierte an der University of California, Berkeley. Von 1958 bis 1983 forschte sie am Institut für landwirtschaftliche Botanik, einem Teil des „Instituto Nacional de Tecnología Agropecuaria“ (INTA) in Castelar nahe Buenos Aires. Dort befindet sich auch das Herbarium des INTA, dessen Direktorin Correa während ihrer gesamten Zeit am Institut war.
Ab 1958 betrieb sie die floristische Untersuchung des trockenen, südlichen Landesteils von Argentinien. Ihre Arbeit mündete in der „Flora Patagónica“, deren erster Band 1969 herausgegeben wurde. Bis 1999, auch noch nach ihrer Pensionierung, arbeitete sie an den acht Bänden dieses Projekts als Herausgeber und Autor. Neben der Flora publizierte sie noch etliche Arbeiten zu Orchideen Südamerikas. Ihr letztes Projekt, eine Zusammenfassung aller ihrer Studien über Orchideen in einem Buch, konnte sie nicht mehr vollenden. Maevia Noemí Correa starb am 18. April 2005.

## Schriften
Ihre ersten Publikationen haben verschiedene Orchideen zum Thema. Schon in ihrer zweiten Veröffentlichung beschrieb sie vier neue Arten und eine neue Gattung. Die Tribus Chloraeeae war ein Schwerpunkt ihrer Studien:
- M. N. Correa (1953): Un nuevo género y cuatro especies nuevas de orquídeas argentinas. In: Darwiniana. Bd. 10, S. 157–168.
- M. N. Correa (1955): Las Orquídeas argentinas de la tribu Polychondreae Schlechter, subtribu Spiranthinae Pfitzer. In: Darwiniana. Bd. 11, S. 24–88.
- M. N. Correa (1956): Las especies argentinas del género Gavilea. In: Bol. Soc. Argent. Bot. Bd. 6, S. 73–86.

Der Hauptteil ihres Werkes ist die „Flora Patagónica“, die zwischen 1969 und 1999 erschien:
- M. N. Correa (Hrsg.): Flora patagónica. Buenos Aires 1969–1999, Instituto Nacional de Tecnología Agropecuaria, Colección científica

## Belege
- Renée H. Fortunato (2005): Maevia Noemí Correa (1914-2005). In: Boletín de la Sociedad Argentina de Botánica. 40(1-2): 137–139. online
- Zulma E. Rúgolo de Agrasar, Nélida B. Bacigalupo (2005): Maevia Noemí Correa (1914-2005). In: Darwiniana. 43(1-4): 273–275.online